# Zdeněk Doležal
Zdeněk Doležal (* 1. September 1931 in Prag) ist ein ehemaliger tschechischer Eiskunstläufer, der im Paarlauf für die Tschechoslowakei startete.
Seine Eiskunstlaufpartnerin war Věra Suchánková. Von 1956 bis 1958 wurden sie tschechoslowakische Meister. Bereits bei ihrem ersten internationalen Auftritt wurden sie 1955 in Budapest Vize-Europameister hinter den Ungarn Marianna und László Nagy. Bei ihrem Weltmeisterschaftsdebüt später im selben Jahr wurden sie Sechste. 1956 gelang es ihnen nicht, ihre EM-Medaille zu verteidigen. Sie beendeten die Europameisterschaft auf dem fünften Platz. Bei ihren einzigen Olympischen Spielen wurden sie in Cortina d’Ampezzo 1956 Achte. 1956 und 1957 bestritten sie keine Weltmeisterschaften. 1957 in Wien und 1958 in Bratislava wurden Doležal und Suchánková Europameister. Bei ihrer zweiten und letzten Weltmeisterschaftsteilnahme gewann das Paar 1958 in Paris die Silbermedaille hinter den Kanadiern Barbara Wagner und Robert Paul.

## Ergebnisse

### Paarlauf
(mit Věra Suchánková)
| Wettbewerb / Jahr                   | 1955 | 1956 | 1957 | 1958 |
| ----------------------------------- | ---- | ---- | ---- | ---- |
| Olympische Winterspiele             |      | 8.   |      |      |
| Weltmeisterschaften                 | 6.   |      |      | 2.   |
| Europameisterschaften               | 2.   | 5.   | 1.   | 1.   |
| Tschechoslowakische Meisterschaften |      | 1.   | 1.   | 1.   |